# BECワールド
BECワールド（英語: BEC World略称BEC）は、タイのメディアグループである。
4ヶ局テレビ放送である「チャンネル3」(アナログ(1局)とデジタル放送(3局)) (アナログ場合は「チャンネル9 MCOT HD」及び「MCOT Family」で運営するMCOTから利権で取得される)やラジオ放送では「EasyFM」(ラジオ周波数 FM 105.5 MHz)等の例を運営。(例外局も有る)
主な事業はテレビ・ラジオ番組制作、音楽・芸能事業。
本社はラーマ4世通り沿いにある。
SET 50 Indexの採用銘柄である。（2008年2月現在）

## 歴史
- 1995年　設立
- 1996年　タイ証券取引所上場

## グループ企業
- BEC-TERO （音楽関連）